# Kosmos 498
O Kosmos 498 (em russo: Космос 498) também denominado DS-P1-Yu Nº 55, foi um satélite artificial soviético lançado ao espaço com sucesso no dia 5 de julho de 1972 através de um foguete Kosmos-2I a partir do Cosmódromo de Plesetsk.

## Características
O Kosmos 498 foi o quinquagésimo quinto membro da série de satélites DS-P1-Yu e o quadragésimo nono lançado com sucesso após o fracasso dos lançamentos do segundo, do vigésimo terceiro, do trigésimo segundo, do quadragésimo, do quadragésimo quarto e do quinquagésimo quarto membros da série. Sua missão era auxiliar sistemas antissatélites e antimíssil soviéticos.
O Kosmos 498 foi injetado em uma órbita inicial de 511 km de apogeu e 282 km de perigeu, com uma inclinação orbital de 71 graus e um período de 92,1 minutos. Reentrou na atmosfera terrestre em 25 de novembro de 1972.